# Коллекционная карточка
Коллекционная карточка (англ. Trading card) представляет собой небольшую карту, как правило, сделанную из картона или плотной бумаги, которая обычно содержит изображение конкретного человека, места или вещи (вымышленной или реальной), а также краткое описание картинки, наряду с другим текстом (уровень атаки, статистика или мелочи). Существует большое разнообразие различных типов карт. Современные карты включают в себя образцы ношенной спортивной формы, автографы, и даже образцы волос своих героев.
Коллекционные карточки традиционно ассоциируется со спортом, наиболее популярны бейсбольные карточки. Коллекционирование карточек — традиционное хобби в США. Изначально родившись в Северной Америке, данное хобби более широко представлено в таких видах спорта, как американский футбол, бейсбол, баскетбол и хоккей. Обычный футбол представлен менее широко, в основном выходят наборы спортивных карточек Английской премьер-лиги.

## История
Первые бейсбольные карточки были созданы в 1875 году в виде вкладышей в сигаретные пачки табачной компанией Allen & Ginter в США. Первые бейсбольные карточки выпускались табачными компаниями, совместно с сигаретами, то есть покупая табачные изделия, приобретались заодно и бейсбольные карточки. Это был достаточно успешный маркетинговый ход, поскольку сама по себе бумажная карточка практически ничего не стоила, а совместно с пачкой сигарет её цена многократно возрастала.
Карточки, как правило, хранятся или в специальном альбоме, напоминающем альбом филателиста или нумизмата, только с ячейками гораздо большего размера, или в обыкновенной коробке от кубинских сигар, так как совершенно случайно оказалось, что её размер как раз подходит для размещения в ней карточек.
В 1990-х годах появились карты, разработанные специально для настольных игр, которые стали достаточно популярными, чтобы превратиться в отдельную категорию — коллекционные карточные игры. Они, как правило, используют либо фантазийные предметы, либо спортивные карточки в качестве основы для игры.

## Терминология
Карточки упакованы в пакеты. Пакеты — в боксы. Боксы — в кейсы. В пакете в среднем — 5—10 карт, в боксе — 20—25 пакетов, в кейсе 12—20 боксов. Покупать карточки можно как пакетами, так и целыми кейсами. Делается это для поднятия интереса к хобби — каждая покупка несёт элемент неопределенности и ожидания.
Для того, чтобы человек получал гарантированное удовольствие от покупки, производители в некоторых сериях гарантируют вытаскивание — пул (далее пул, от английского варианта — pull) какого-то числа джерси-карт (карточка с куском майки) или карточек с автографами из коробки. Но чем больше джерси-карт или автографов гарантированно содержится в пуле, тем выше цена коробки. Обычно гарантии даются на коробку, на пакеты гарантия даётся реже и только в дорогих сериях.
Все серии перечислены в каталоге, где, кроме всего прочего, прописаны условные цены, на которые можно ориентироваться при обменах или покупках-продажах. Цены являются условными, так как существует куча оговорок и цена каждой конкретной карточки в каждом конкретном случае определяется персонально.

## Бейсбольные карточки
Бейсбольные карточки — тип коллекционных карточек, связанных с бейсболом, как правило, печатаются на определенном типе бумаги или картона. Карты, как правило, содержат изображение одного или более бейсболистов или других связанных с данным видом спорта деятелей. Карточки наиболее распространены в США, но также популярны в таких странах, как Канада, Куба, Япония, где присутствуют фанаты профессиональной бейсбольной лиги. Основными производителями бейсбольных карточек являются Topps, Upper Deck, Panini, Donruss. Многие антикварные магазины содержат широкий спектр бейсбольных карточек. Стоимость некоторых бейсбольных карточек может достигать тысяч долларов.

## Интересные факты

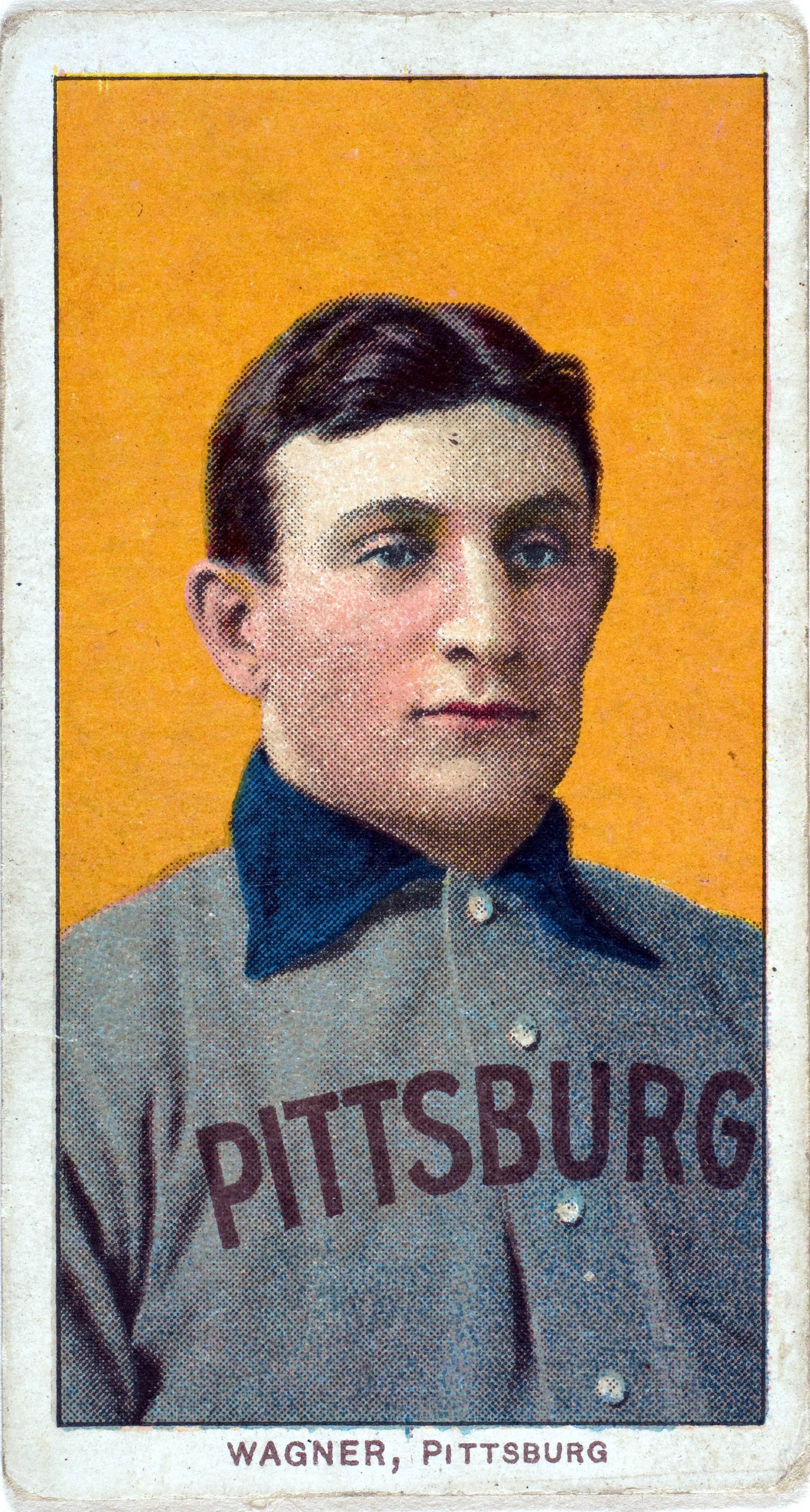
Самая ценная бейсбольная карточка с Хонусом Вагнером.

Самая ценная бейсбольная карточка за всю историю существования коллекционных карт — сигаретная карточка, выпущенная в 1909 году, на ней изображен Хонус Вагнер. В 1988 году она была продана за рекордную сумму в 110 000 долларов. А уже в 2007 году коллекционер из Калифорнии заплатил за неё 2,8 млн долларов, тогда как за шесть месяцев до сделки она была куплена «всего» за 2,35 миллиона на интернет-аукционе eBay. Изначально American Tobacco Company планировала выпустить карточки без разрешения Хонуса. Будучи убеждённым противником курения, Хонус Вагнер запретил использовать его изображение, но некоторое количество карточек было выпущено с 1909 по 1911 год. На сегодня известно всего о 57 экземплярах карточки. В августе 2021 года она была продана с аукциона за 6 600 000 долларов.